# Ignazio Fabra
Ignazio Fabra (Palermo, 25 aprile 1930 – Genova, 13 aprile 2008) è stato un lottatore italiano, due volte argento olimpico nella lotta greco-romana: ad Helsinki 1952 ed a Melbourne 1956, in entrambi i casi della categoria pesi mosca.

## Biografia
Sordomuto dalla nascita, fece parte di una famiglia numerosa: ebbe nove fratelli. Nel 1957 si sposò con Francesca Patuano, figlia del cantante di musica leggera Vittorio Patuano. Ebbe due figli, Giovanni, nato nel 1958, anche lui cantante, e Ketty, nata nel 1963, ballerina classica.
Iniziò al praticare la lotta grazie alla zio Nino Calvaruso che lo avviò alla disciplina. Si iscrisse all'Accademia Pandolfini dove fu allenato da Vincenzo Scuderi, che fu pioniere della lotta in Sicilia.
Rappresentò l'Italia a quattro edizioni consecutive dei Giochi olimpici estivi: Helsinki 1952, Melbourne 1956, Roma 1960 e Tokyo 1964, vincendo la medaglia d'argento nelle prime due, chiudendo al quinto posto nell'Olimpiade di casa, e al quarto in quella nipponica.
Divenne campione iridato a Karlsruhe 1955: fu il primo italiano a riuscire nell'impresa. Vinse anche due argenti mondiali a Toledo 1962 e Malmö 1963.
Vinse due medaglie ai Giochi del Mediterraneo: un oro nella prima edizione (Alessandria d'Egitto 1951) ed un argento nella quarta (Napoli 1963).
Nel 1969 partecipò ai Giochi olimpici silenziosi di Belgrado, dove vinse l'oro.
Vinse dieci titoli italiani, sette nella lotta greco-romana e tre nella lotta libera.

## Palmarès
- Giochi olimpici

Helsinki 1952: argento nei pesi mosca
Melbourne 1956: argento nei pesi mosca
- Mondiali

Karlsruhe 1955: oro nei pesi mosca
Toledo 1962: argento nei pesi mosca
Malmö 1963: argento nei pesi mosca
- Giochi del Mediterraneo

Alessandria d'Egitto 1951: oro nei pesi mosca
Napoli 1963: argento nei pesi mosca